# 黃教
黃教（？—1769年），原籍福建泉州同安，18世紀中移民至臺灣並定居臺灣縣大目降（今臺南市新化區）山區。因統領地方抗清而知名。
黃教於1760年代成為竊賊，被告發入獄，出獄後，他成為劫匪，結夥成群攻擊商家，縣令、知府雖曾入山緝拿，不過均無功而返。
1768年9月起，因官府動作頻繁，為了報復，黃教以清治時期的「岡山」（今大崗山）為大本營，四出劫掠，遍及臺灣鳳山縣、諸羅縣，甚至攻擊軍營，搶劫軍火，聚眾攻擊清朝駐於臺灣南部的各地駐軍，黃也以「閩人復仇」為理由，攻擊各地客家庄，客家人死傷甚鉅，無不恨之入骨。
因為黃教熟悉山區，且以游擊方式攻打兵力薄弱的軍營官衙，行動敏捷，清朝官府即使動用千人軍隊，仍無法捉緝到案。
為了平定黃教，同年10月，清朝特派福建水師提督吳必達前來臺督軍，在吳必達、臺灣知府鄒應元等人協力攻防半年後，黃教終在1769年3月遭捕殺。